# Alexis Kendra
Alexis Kendra Peters (* 15. April 1983 in Chicago, Illinois) ist eine US-amerikanische Schauspielerin, Filmproduzentin und Drehbuchautorin.

## Leben
Alexis Kendra wurde am 15. April 1983 in Chicago geboren, wo sie auch aufwuchs. Sie ist die Nichte des Schauspielers Joe Mantegna und Absolventin der American Academy of Dramatic Arts in Hollywood. Nach ihrem Abschluss an der AADA nahm sie am Mittsommer-Shakespeare-Programm in Oxford teil, das von der University of California in Los Angeles akkreditiert ist und in Zusammenarbeit mit der Yale School of Drama geleitet wurde. Dort wirkte sie in den William-Shakespeare-Produktionen von Romeo und Julia, Was ihr wollt und Der Widerspenstigen Zähmung mit. Weitere Theaterstücke mit Kendra waren umfassen Michael Wellers Moonchildren und Tennessee Williams Sommer und Rauch.
Sie verfasste Kolumnen für die Tolucan Times und Backstage.com. Sie ist Gründerin und Leiterin der Global Orphanages, einer gemeinnützigen Organisation, die zwei Waisenhäuser und eine Schule für Slumkinder in Nordindien finanziert. Die Waisenhäuser werden von Planting Peace, einer bekannten gemeinnützigen Organisation unter der Leitung von Aaron Jackson, mitfinanziert.
2006 feierte sie ihr Filmdebüt im Fernsehfilm Faceless und wirkte ab demselben Jahr bis 2007 in der Fernsehserie Zeit der Sehnsucht in verschiedenen Rollen mit. 2007 war sie außerdem im Fernsehfilm Grendel in der Rolle der Ingrid zu sehen. 2009 folgte in Thor: Der Hammer Gottes die Rolle der Sif. Nach Nebenrollen in den Filmen Valentinstag und Hatchet II sowie mehreren Besetzungen in Kurzfilmen, war sie 2013 in der Rolle der Krankenschwester Lisa im Horrorfilm Big Ass Spider! zu sehen. 2014 folgte eine Episodenrolle in Criminal Minds und eine Besetzung im Film Girlhouse – Töte, was du nicht kriegen kannst.
Seit 2013 ist sie außerdem als Filmproduzentin und Drehbuchautorin tätig.

## Filmografie

### Schauspiel
- 2006: Faceless (Fernsehfilm)
- 2006–2007: Zeit der Sehnsucht (Days of Our Lives) (Fernsehserie, 3 Episoden, verschiedenen Rollen)
- 2007: Grendel (Fernsehfilm)
- 2009: Thor: Der Hammer Gottes (Hammer of the Gods) (Fernsehfilm)
- 2010: Valentinstag (Valentine’s Day)
- 2010: Hatchet II
- 2010: The Warm-Up Guy (Kurzfilm)
- 2011: Damn Love (Kurzfilm)
- 2011: Infected (Kurzfilm)
- 2012: Wedding Day
- 2013: Blue Jay (Kurzfilm)
- 2013: Big Ass Spider!
- 2014: Criminal Minds (Fernsehserie, Episode 9x13)
- 2014: Girlhouse – Töte, was du nicht kriegen kannst (Girl House)
- 2015: Goddess of Love
- 2016: The Cleaning Lady (Kurzfilm)
- 2018: The Cleaning Lady

### Produktion und Drehbuch
- 2013: Blue Jay (Kurzfilm)
- 2015: Goddess of Love
- 2015: Viper (Kurzfilm)
- 2016: The Cleaning Lady (Kurzfilm)
- 2018: The Cleaning Lady